# Візас (футбольний клуб)
Візас (грец. Βύζας) — професійний грецький футбольний клуб з міста Мегара, Західна Аттика. Заснований 1928 року. Основні клубні кольори — жовтий та чорний.

## Досягнення
- Чемпіон домашнього чемпіонату (5): 1958, 1959, 1960, 1961, 1962
- Переможець домашнього кубка (2): 1958, 1959

### Історія виступів у національних лігах
- 1957 — 1958 Дельта категорія Пірея
- 1958 — 1959 Гамма категорія Пірея
- 1959 — 1960 А2 категорія Пірея
- 1960 — 1962 А категорія Пірея- Бета Етнікі
- 1962 — 1966 Бета Етнікі
- 1966 — 1970 Альфа Етнікі
- 1970 — 1975 Бета Етнікі
- 1975 — 1978 А категорія Пірея- Гамма Етнікі
- 1978 — 1979 Гамма Етнікі
- 1979 — 1983 Бета Етнікі
- 1983 — 1987 Гамма Етнікі
- 1987 — 1988 Дельта Етнікі
- 1988 — 1990 Α категорія Пірея
- 1990 — 1992 Дельта Етнікі
- 1992 — 1998 Α категорія Пірея
- 1998 — 2002 Дельта Етнікі
- 2002 — 2010 Гамма Етнікі

## Відомі гравці
Греція
- Нікос Алефантос
- Сакіс Кувас
- Александрос Таціс
- Костас Несторідіс
- Евстатіос Рокас

Інші країни
- Тадас Лабукас
- Георгій Біжев
- Іоанніс Самарас
- Цезар Розалес